# Малина звичайна
Малина європейська, малина звичайна або просто малина (лат. Rúbus idáeus) — багаторічний напівчагарник рід Рубус родини Трояндові (Rosaceae), підродина Rosoideae (Розанні, або Шипшинові). 
Місцеві назви: малина червона, малинник, ведмежа ягода.

## Опис

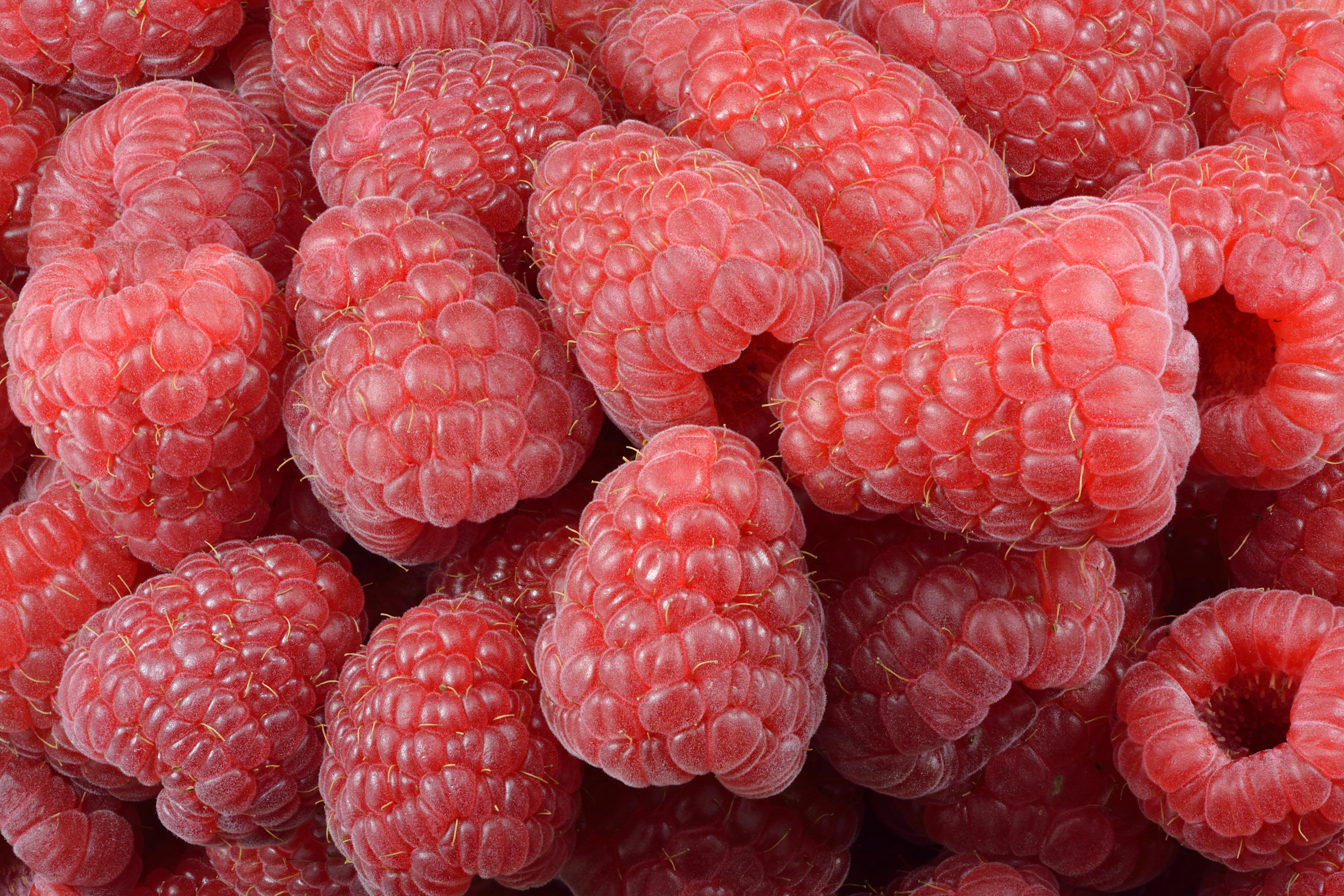
Плоди

Чагарник 1—2 м заввишки з річними вегетативними пагонами й здерев'янілими дворічними стеблами, які розвивають квітконосні гони. Однорічні пагони сизуваті, прямі, вкриті тонкими коричнево-червоними шипами. Листки: почергові, трійчасті або непарноперисті з трьома-п'ятьма або сімома листочками. Листочки темно-зелені, зісподу білоповстисті, нерівно пилчасті. Середній листочок на довгому черешку, бічні сидячі. Квітки (до 1 см у діаметрі) в кінцевому щіткоподібна-волотистому суцвітті й в мало квіткових пазушних китицях. Чашолистків і пелюсток по 4-5, чашолистки лишаються при плодах. Віночок білий, вільно пелюстковий, тичинок і маточок багато, квітколоже опукле, зав'язь верхня. Плід — збірна, червона або жовта соковита кістянка овальної форми (8-16 мм завдовжки, 7—10 мм завширшки).
Росте малина в підліску мішаних і рідколистяних лісів, на галявинах, вирубках, часто утворює суцільні зарості. Тіньовитривала рослина. Цвіте в травні — червні, плоди достигають у липні.

## Поширення
Поширена малина на Поліссі, в північній частині Лісостепу, в Карпатах. Культивується по всій Україні. Промислова заготівля можлива у Волинській, Рівненській, Івано-Франківській, Чернівецькій, Закарпатській областях.

## Історія
Історичною батьківщиною малини вважається острів Крит - перші згадки про ягоду датуються ще 3 століттям до н.е. У Європі малину почали вирощувати у 16 столітті, а на території слов’янських країн вона з’явилася ще через століття. Малину з червоними і білими чи жовтими плодами у Німеччині та Англії почали культивувати лише з 17 ст., а на Американському континенті вона з’явилась тільки з кінця 18 ст.

## Практичне використання
Лікарська, харчова, медоносна, декоративна рослина.
У науковій медицині сухі плоди — Fructus Rubi idaei використовують як потогінний засіб, сироп — для поліпшення смаку мікстур.
Народна медицина рекомендує використовувати ягоди і гілки при застуді, грипі, знесиленні після тривалої хвороби, як жарознижувальний засіб; листки — від кашлю, хвороб горла, пропасниці; квітки і листки — від геморою і жіночих хвороб, зовнішньо — для
виведення фурункулів на обличчі і проти росистих запалень. Плоди малини
використовують також для збудження апетиту і як антицинготний засіб.
Плоди дикорослої
малини мають винятково високі харчові, смакові, дієтичні властивості і
особливий аромат. У них містяться цукри (4,5-11,5 %), яблучна, лимонна, саліцилова кислоти (1-2 %), вітаміни С (9-44 %), А і В, ефірні олії. Насіння містить жирну швидковисихаючу олію (21,3 ‰).
Плоди малини
вживають свіжими або використовують для приготування варення, желе, мармеладу, пастили, соків. Малинові вина, настойки, лікери відзначаються високими
смаковими властивостями і винятковою ароматичністю. Лісову малину сушать або консервують, подрібнюючи з цукром.
З молодих листків, які містять близько 258 мг% вітаміну С, виготовляють замінник чаю.

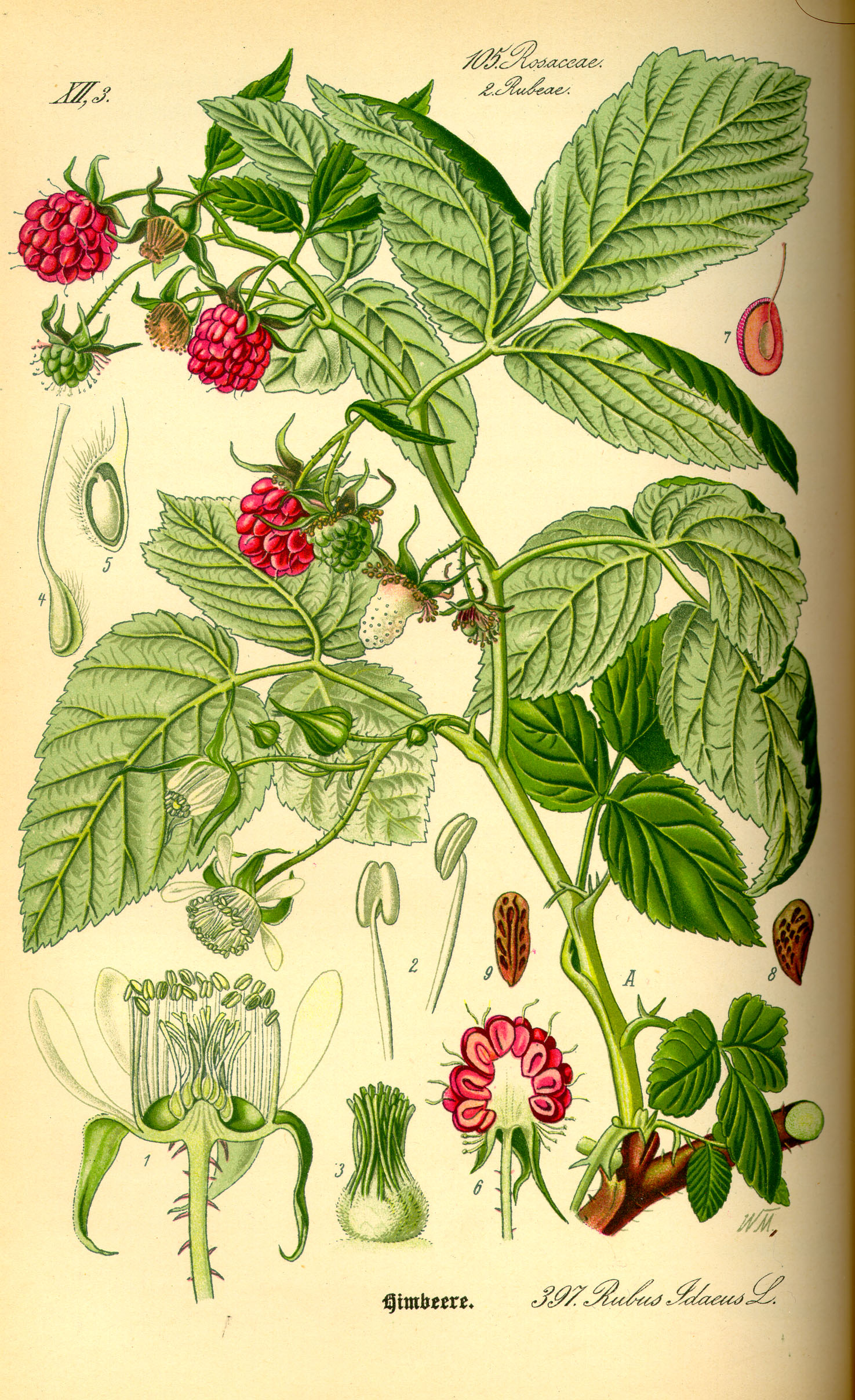
Малина

## Збирання, переробка та зберігання

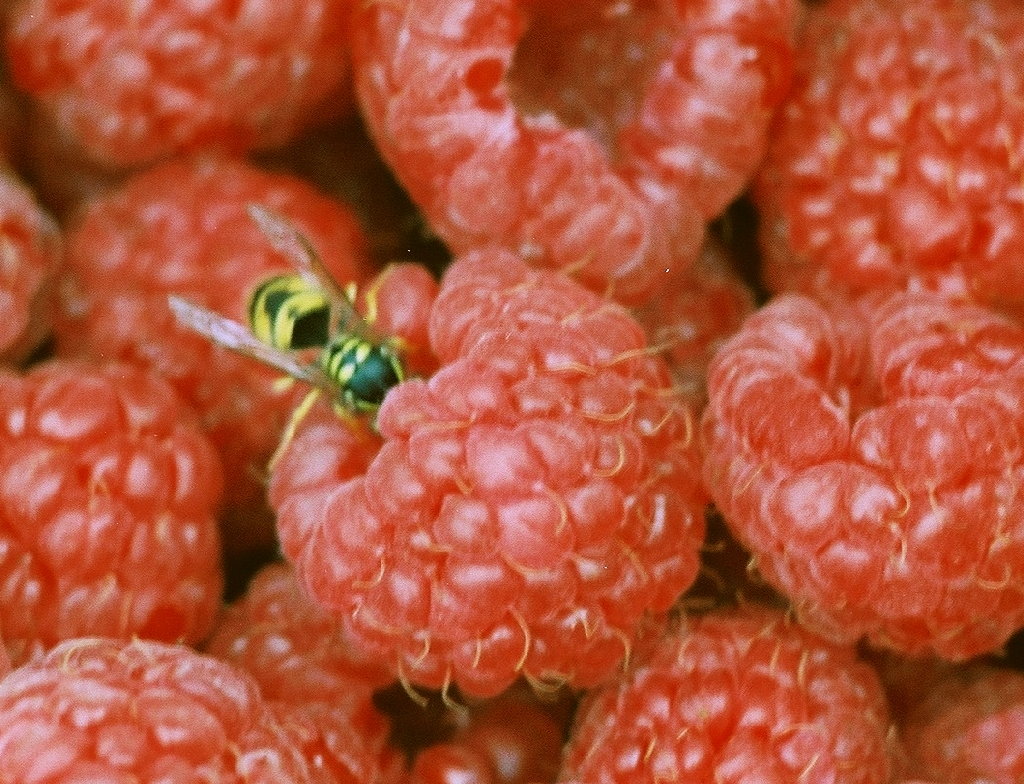
Плоди малини з осою

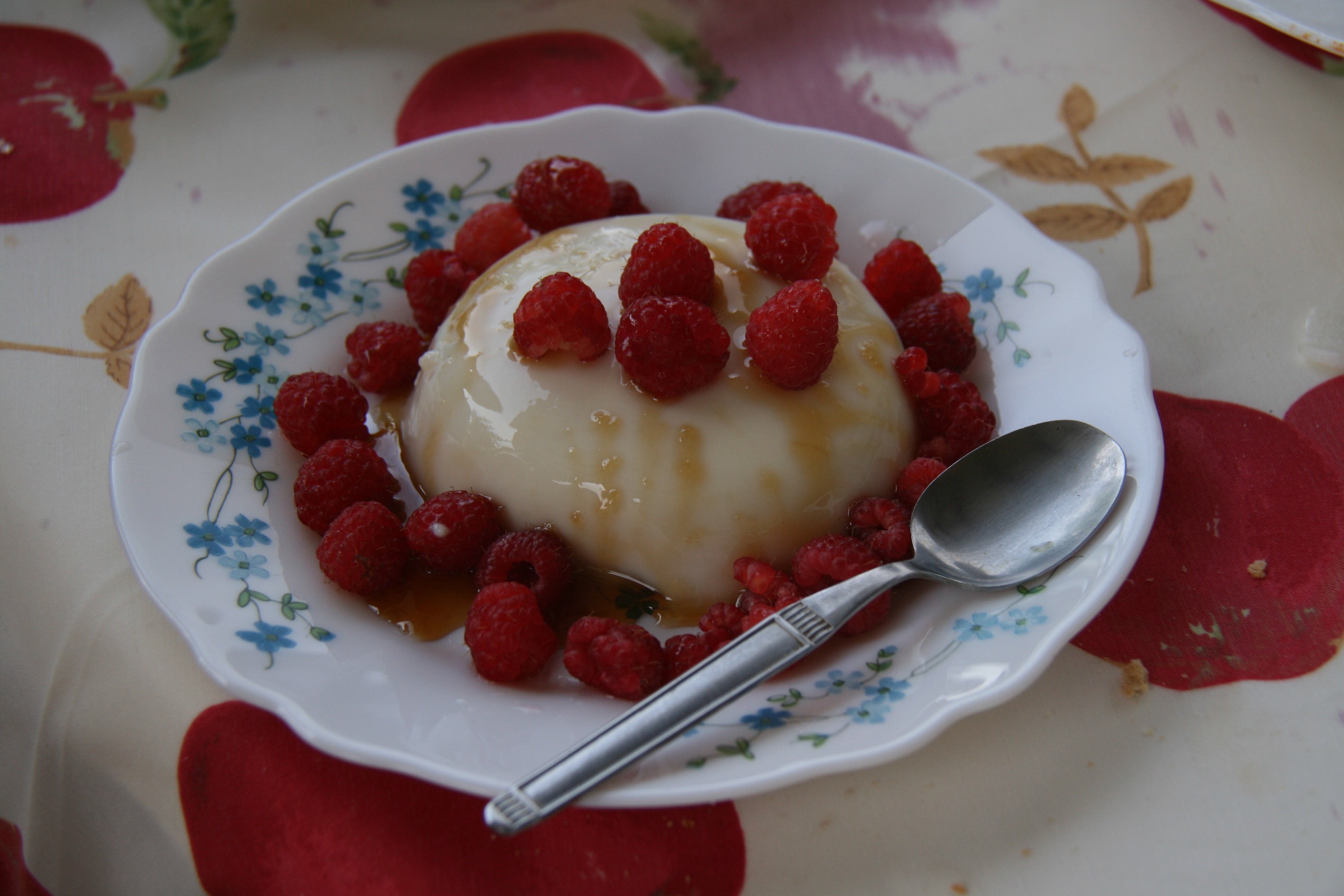
Малиновий десерт зі свіжим сиром і медом

Ягоди дуже ніжні, нетранспортабельні, легко мнуться, тому збирати їх треба обережно в такій стадії стиглості, яка залежить від використання. Збирають ягоди вручну і складають у невеликі плетені кошики, в яких і транспортують до місць переробки чи споживання. При сортуванні видаляють сторонні домішки і перестиглі та пошкоджені ягоди. На пунктах переробки малину переробляють протягом восьми годин після приймання. Плоди миють у холодній воді, відділяють домішки, витримують у двохвідсотковому розчині солі, щоб позбутися личинок малинового жука, і використовують для варення, консервування з цукром, приготування сиропів, соків, желе.
Сушать плоди у вогневих сушарках при температурі 50-60° або в печах. Перед сушінням корисно пров’ялити плоди на сонці, розклавши їх тонким шаром на тканині.
Після сушіння почорнілі плоди вибраковують, висушену сировину складають у картонні ящики або паперові мішки вагою по 50 кг і зберігають у прохолодному приміщенні.

## Шкідники
- Довгоносик малинний
- Жук малиновий